# MINUSCA
La Misión Multidimensional Integrada de las Naciones Unidas para la Estabilización en la República Centroafricana (MINUSCA por sus siglas en francés: Mission multidimensionnelle intégrée des Nations unies pour la stabilisation en Centrafrique) es una misión de mantenimiento de la paz de las Naciones Unidas que comenzó el 10 de abril de 2014 para proteger a los civiles de la República Centroafricana de conformidad con el Capítulo VII de la Carta de las Naciones Unidas. Transforma la fuerza de paz de 6000 miembros de la Unión Africana, conocida como MISCA, en misiones de mantenimiento de la paz de la ONU. Entró en funcionamiento el 15 de septiembre de 2014. La ONU desplegó un equipo de transición con el objetivo de lograr una transición fluida de MISCA a MINUSCA. A partir de 2016, tiene más de 10.000 soldados en el terreno.
- Apoyo al proceso de transición;

- Facilitar la asistencia humanitaria;

- Promoción y protección de los derechos humanos;

- Apoyo a la justicia y al estado de derecho;

- Desarmamiento;

- Desmovilización;

- Reintegración;

- Repatriación.

## La MISCA y la operación Sangaris
Debido a que la situación de la República Centroafricana se había deteriorado gravemente en diciembre de 2013, caracterizada por una nueva dinámica de violencia y represalias que entrañaba el riesgo de producir una escisión religiosa y étnica del país y que podría derivar en una situación incontrolable, el Consejo de Seguridad autorizó, mediante su resolución 2127 del 5 de diciembre de 2013, una Misión Internacional de Apoyo a la República Centroafricana con Liderazgo Africano (MISCA) y una fuerza de mantenimiento de la paz respaldada por Francia (conocida como Operación Sangaris) para reprimir la escalada de violencia. Al mismo tiempo, el Consejo confirió una misión adicional a la BINUCA para brindar apoyo a la operación ampliada de la Unión Africana y pidió al Secretario General que llevara a cabo sin dilación alguna todos los preparativos y actividades de planificación para imprevistos con miras a la posible transformación de la MISCA en una operación de las Naciones Unidas para el mantenimiento de la paz, destacando que se necesitaría una futura decisión del Consejo para establecer tal misión.
El rápido despliegue de la MISCA y las fuerzas de la Operación Sangaris demostró ser decisivo para salvar las vidas de los civiles y prevenir una tragedia todavía más grave en la República Centroafricana. Sin embargo, teniendo en cuenta las dimensiones y la amplitud geográfica de la crisis, los requisitos de seguridad sobre el terreno excedieron con creces las capacidades y el número de tropas internacionales desplegadas. Siguieron produciéndose actos de violencia y violaciones generalizadas de los derechos humanos en todo el país a pesar de su presencia. También carecían de los componentes civiles para proteger a los civiles de forma adecuada ante una inminente amenaza o para atajar las causas fundamentales del conflicto.

## Efectivos
El objetivo consistía en que la mayor parte de la MISCA pasara a ser una operación de las Naciones Unidas para el mantenimiento de la paz, junto con otros contribuyentes con arreglo a una política de verificación de antecedentes en materia de derechos humanos, a fin de disponer de una dotación autorizada de 10.000 efectivos militares, incluidos 240 observadores militares y 200 oficiales de Estado mayor, y hasta 1.820 agentes de policía civil y 10 unidades de policía constituidas por 1.400 agentes, otros 400 agentes de policía y 20 oficiales de prisiones adscritos. Estos se desplegarían junto con un importante componente civil y el personal de apoyo necesario. Esta dotación se examinaría periódicamente y se formularían las recomendaciones pertinentes al Consejo. Tras el establecimiento de la operación de mantenimiento de la paz, la BINUCA (Oficina Integrada de las Naciones Unidas para la Consolidación de la Paz en la República Centroafricana) dejaría de existir.